# National Bank Open 2024
National Bank Open 2024 — тенісний турнір, що проходив на кортах з твердим покриттям у місті Монреаль, Канада з 5 серпня. Належав до категорій ATP Masters 1000 та Тур WTA 1000, був турніром серії Мастерс Канада 2024 року.

## Фінальна частина

### Чоловіки, одиночний розряд
Олексій Попирин —   Андрій Рубльов 6–2, 6–4

### Жінки, одиночний розряд
Джессіка Пегула —  Аманда Анісімова 6–3, 2–6, 6–1

### Чоловіки, парний розряд
Марсель Гранольєрс /  Орасіо Себальйос —  Ражів Рам /  Джо Солсбері 6–2, 7–6(7–4)

### Жінки, парний розряд
Керолайн Долегайд /  Дезіре Кравчик —  Габріела Дабровскі /  Ерін Рутліфф 7–6(7–2), 3–6, [10–7]